# Крокирање
Крокирање (од фра. croquer) је топографски или хидрографски премер који се изводи са помоћним прибором или без икаквог прибора, у циљу брзог добијања слике дијела земљишта.
Изводи се кад карта није доступна, или није довољно детаљна, обично у размјерима од 1:5000 до 1:25000. Опште крокирање је крокирање земљишта без неког специјалног задатка, и у њему се уносе ситуација и рељеф. Специјално крокирање је везано с одређеним ужим циљем, на примјер к. ријеке, брда, пута и слично.
Кроки је приказ мањег дијела земљишта, или топографског детаља. То је цртеж на ком су ситуација и рељеф, текстуални подаци, размјер, еквидистанција, начин израде и слично.